# Microregione di Alto Guaporé
Alto Guaporé è una microregione dello Stato del Mato Grosso appartenente alla mesoregione di Sudoeste Mato-Grossense.

## Comuni
Comprende 5 comuni:
- Conquista d'Oeste
- Nova Lacerda
- Pontes e Lacerda
- Vale de São Domingos
- Vila Bela da Santíssima Trindade